# Випускник (особа)
Випускни́к, абсольве́нт (лат. absolvent, «звільнений, відпущений») — особа, яка вчиться в останньому класі (на останньому курсі) або закінчила певний курс освіти; випускник того чи іншого навчального закладу.
Абсольвент — слово іншомовного походження, яке широко використовується особами, які ознайомлені з латинською мовою, наприклад вивчали її в гімназії.
Абсольве́нт — слово часто вживається в творах української діаспори, історичних розвідках, а також класиками української літератури для стилізації мови дорадянського періоду.
Абсольвентами офіційно називаються всі випускники навчальних закладів Західної України в дорадянський період.

## Значення
Як правило, абсольвент — це учень чи студент, який після проходження відповідного курсу навчання успішно склав певний ряд теоретичних та практичних випускних екзаменів, (проектів, робіт), результати яких засвідчені дипломом або сертифікатом встановленого зразка. У деяких країнах термін «абсольвент» означає, що потенційний працівник має лише навчальний досвід, але ще не має професійного. В оголошенні про вакансію це слово означатиме, що роботодавець допускає наймання працівника без обов'язкового попереднього стажу роботи. В англомовних (та деяких інших) країнах сукупність абсольвентів/випускників певного навчального закладу називають латинським словом Alumni.